# Dr. Neo Cortex
Il Dottor Neo Periwinkle Cortex (conosciuto come Neo Cortex o semplicemente come il dottor Cortex) è un personaggio dei videogiochi, nonché antagonista principale più ricorrente (o a volte un antieroe) nella serie Crash Bandicoot. È uno scienziato pazzo aspirante alla conquista del mondo, oltretutto è l'arcinemico di Crash.

## Descrizione

### Creazione
L'idea di Cortex è stata concepita da Andy Gavin, Jason Rubin, Dave Baggett e Mark Cerny vicino agli Universal Interactive Studios. Gavin ebbe fin da subito l'idea per un "malvagio genio del male con una grande testa", e che "girava tutto attorno al suo atteggiamento e ai suoi seguaci". Rubin, divenuto appassionato della serie televisiva animata Mignolo e Prof., aveva pensato di creare un "Prof. più malefico" e con dei servi che ricordassero le faine del film Chi ha incastrato Roger Rabbit. Gavin, per rendere l'idea del personaggio, mise in scena una "voce da cattivo buffo" e propose il nome del personaggio, optato subito, Doctor Neo Cortex. Gavin e Rubin descrivono Cortex come "uno scienziato pazzo con una testa enorme ma un corpo minuscolo, e che si veste un po' come un nazista de I pronipoti". Il modello di gioco di Cortex non era in grado di camminare correttamente a causa della scarsa lunghezza delle sue gambe, perciò il personaggio è stato inizialmente tenuto fermo in gran parte delle sue apparizioni nei primi giochi.
Il suo nome deriva dalla parola inglese "neocortex" (Neocorteccia).

### Aspetto
Cortex è un uomo molto basso e dalla carnagione giallognola.
La sua testa è molto grande e sproporzionata rispetto al corpo: è barbuto e molto stempiato (ha i capelli solo ai lati della testa, più un piccolo ciuffo sopra la fronte), e sebbene i suoi capelli siano neri, nei giochi Naughty Dog a volte sono blu o addirittura viola.Nei primi giochi era inoltre caratterizzato da dei sott'occhi di colore rosso.
La sua caratteristica "N" sulla fronte appare verniciata o tatuata nei primi giochi, e metallizzata da Crash Twinsanity in poi.
Il suo abbigliamento predefinito consiste solitamente in un camice bianco con sottomaglia nera, e in guanti e stivali in gomma.
Come molti altri personaggi, Cortex subirà un restyling grafico in Crash of the Titans, ma a differenza degli altri personaggi, rimane quasi lo stesso, eccetto che diventa più alto e slanciato, e la testa diventa più curva invece che piatta.

### Personalità
(Andy Gavin)
Cortex è uno scienziato pazzo comicamente narcisista con incessanti ambizioni di dominio mondiale. Le sue affermazioni altisonanti e i suoi piani che coinvolgono eserciti mutanti e lavaggi del cervello di massa sottolineano il suo ossessivo bisogno di potere. Anche di fronte a ripetuti fallimenti, persiste con incrollabile fiducia nel suo genio.
Cortex si considera uno scienziato brillante, liquidando spesso gli altri come inferiori. Il suo tono condiscendente è evidente nelle interazioni con i suoi scagnozzi e persino con il suo sé del passato, che definisce un idiota per non aver dato ascolto ai suoi avvertimenti. Questa arroganza lo rende cieco ai propri difetti, come si vede quando ignora le preoccupazioni di N. Brio riguardo al Cortex Vortex.
Nonostante la sua autoproclamata brillantezza, i piani di Cortex falliscono sistematicamente a causa delle sue sviste o della sottovalutazione di Crash e Coco. I suoi piani sono spesso sventati dalla sua incapacità di prevedere la resilienza dei Bandicoot. La sua comica frustrazione, come il suo lamento alla fine di Crash Bandicoot 3: Warped, evidenzia un modello di arroganza che porta alla sconfitta.
Cortex è abile nella manipolazione, come si vede in Crash Bandicoot 2: Cortex Strikes Back, dove inganna Crash convincendolo a raccogliere Cristalli sostenendo che servono a salvare il mondo, ma il suo vero intento di usarli per il dominio globale viene rivelato solo dall'intromissione e dalla tempestiva interruzione di Coco. La sua capacità di fingere sincerità pur perseguendo obiettivi egoistici dimostra una vena astuta, sebbene spesso fallimentare.
La personalità di Cortex è intrisa di umorismo eccentrico, dai suoi commenti bizzarri sulle prove di Crash (ad esempio, ricordando i suoi pantaloncini svolazzanti o prendendo spunto dai cartoni animati per le casse di TNT) ai suoi sfoghi infantili, come le discussioni con il suo io del passato. Queste stranezze lo rendono un cattivo comicamente esagerato piuttosto che puramente minaccioso.
Nonostante la sua cattiveria, Cortex rivela occasionalmente un lato più tenero. Esprime un legame paterno con Crash in una pagina di diario e si preoccupa per il benessere di N. Brio, arrivando persino a organizzargli una cena a sorpresa. Il suo tono malinconico quando menziona la fuga di Crash e le sue successive dimissioni a un pacifico esilio sulla spiaggia in Crash Bandicoot 4: It's About Time suggerisce un complesso mix di attaccamento e sfinimento, con la sua infinita rivalità con i Bandicoot.
Le interazioni di Cortex sono spesso segnate da meschinità, come negare a N. Brio il privilegio di andare in bagno finché non perfeziona una ricetta o prendere in giro la voce del suo sé futuro. La sua vena vendicativa è evidente quando cerca di annullare la creazione di Crash o di distruggere i Bandicoot per interrompere il loro ciclo di conflitti, mostrando un rancore personale verso le sue creazioni.
Di fronte a un nemico comune come gli Gemelli Cattivi o N. Tropy, Cortex si allea con riluttanza con Crash e Coco, dimostrando un lato pragmatico disposto a mettere da parte temporaneamente l'orgoglio per la sopravvivenza. Tuttavia, il suo tradimento nel tentativo di distruggere Crash con lo Psychetron o rapendo la Maschera Quantica Kupuna-Wa dimostra che il suo interesse personale prevale sempre.

### Doppiaggio
Cortex è stato doppiato in italiano da Angelo Cola da Crash Bandicoot 2: Cortex Strikes Back a Crash Bandicoot: L'ira di Cortex, da Silvano Piccardi da Crash Nitro Kart in poi e da Mago Forest esclusivamente in Crash of the Titans e Crash: Il dominio sui mutanti.

## Biografia
Nella guida strategica del gioco Crash Bandicoot: L'ira di Cortex viene rivelato che Cortex è nato da una famiglia interamente composta da clown, ma lui aveva sempre preferito la scienza alle buffonate. Si distinse dai suoi simili come un genio in termini di creazione e la conduzione di esperimenti, anche se era spesso vittima del bullismo a causa della sua bassa statura. Per questo all'età di 3 anni gli fu tatuata in fronte la N di Nerd (non di Neo, come molti pensano) da un gruppo di "colleghi" del circo, che lo derisero a vita.
Il suo tormento finì quando tutta la sua famiglia andò in pezzi a seguito di un "incidente", ovvero un'esplosione causato da un suo esperimento finito male.
In Twinsanity veniamo a sapere che ha frequentato l'Accademia del Male di Madame Amberley dove ha creato il primo prototipo dell'Evolvo-Ray: tuttavia si rivelò un fallimento, funzionando come un teletrasporto a senso unico e spedendo i suoi due pappagalli, Victor e Moritz nella decima dimensione.

Durante questo periodo incontra quello che diventerà il suo compagno, Nitrus Brio; entrambi venivano presi in giro e discriminati dai loro compagni, fino a quando un altro "incidente" causato da Cortex e Brio fece saltare in aria la scuola e gran parte della zona circostante.
Tempo dopo, da adulto, espose le sue teorie di evoluzionistica accelerata alla società scientifica, ma venne ridicolizzato ancora una volta: a quel punto decise di utilizzare le sue conoscenze per creare un esercito di super animali, i "Cortex Commandos", per impadronirsi della Terra e chiudere la bocca a quei saputelli che avevano osato deriderlo.
Nel primo gioco, Crash Bandicoot, ridicolizzati dalla comunità scientifica per le sue bizzarre teorie, progetta di conquistare il mondo assieme al collega Nitrus Brio. Rifugiati in un piccolo arcipelago a sud dell'Australia, i due cominciano a creare un esercito di animali mutanti tramite l'Evolvo-Raggio, per poi fare loro il lavaggio del cervello con il Cortex Vortex. Tuttavia durante l'esposizione di un Bandicoot, che avrebbe dovuto essere il generale delle sue "truppe Cortex", il malfunzionante Vortex creò un mutante che si ribellò a Cortex, Crash Bandicoot (Brio aveva anche avvertito Cortex sul fatto che il Vortice non era perfettamente funzionante, ma lo scienziato non gli diede retta). Cortex tenta di catturarlo, ma il Bandicoot fugge saltando dalla finestra del castello; tuttavia, Tawna, altro mutante e fidanzata di Crash, viene presa in ostaggio. Di certo Cortex non immaginava che quel suo fallimento sarebbe stato anche la sua rovina: dopo aver sconfitto tutti i suoi scagnozzi, manomesso la sua centrale elettrica e dato fuoco al castello, Cortex vede il suo piano ormai fallito, e affronta personalmente Crash, che si era messo in salvo salendo sul dirigibile personale dello scienziato. Dopo uno scontro, Crash riesce a respingere i getti al plasma di Cortex e a far esplodere il suo hoverboard, facendolo precipitare nel vuoto.
Nel finale alternativo (non canonico) Cortex scompare nel nulla, anche se si allude ad un possibile ritorno.
In Crash Bandicoot 2: Cortex Strikes Back, Cortex sopravvive alla caduta precipitando in una caverna sotterranea, scoprendo al suo interno un potente cristallo; elaborato un nuovo piano, recluta un suo vecchio collega, il Dr. N. Gin, mentre il precedente compagno N. Brio lo abbandona per non avergli dato crediti durante la loro carriera. I due passano l'anno successivo a costruire una stazione spaziale, equipaggiata con il "Super Cortex Vortex": Cortex progetta infatti di alimentarlo con il cristallo per assoggettare l'intero pianeta alla sua volontà. Tuttavia le analisi di N. Gin rivelano che per ottenere la potenza necessaria il cristallo da solo non basta, ma che sono necessari anche altri 25 cristalli minori sparsi in giro per le isole. Non avendo più alleati sul pianeta, Cortex rapisce Crash Bandicoot e lo inganna, affermando di essere cambiato e di avere bisogno dei cristalli per salvare il pianeta da un imminente catastrofe. N. Brio, l'ex collega di Cortex, nel frattempo si intromette, mettendo in guardia Crash e cercando di ostacolarlo con i suoi mutanti: Cortex cerca di screditarlo, dicendo di essere stato costretto proprio da N.Brio alle azioni del capitolo precedente. Sarà tuttavia Coco, l'intelligente sorellina di Crash, a svelare i piani di Cortex e a convincere il fratello a non consegnarli i cristalli. Sconfitto di nuovo, Cortex si rifugia nella sua stazione spaziale ma il suo esilio dura ben poco: N.Brio infatti ha costruito un raggio laser alimentato dalle 42 gemme recuperate da Crash, che utilizza per distruggere la stazione spaziale di Cortex, che però nuovamente ne esce illeso.
In Crash Bandicoot 3: Warped, i grossi pezzi del Cortex Vortex si schiantano su un'antica prigione-tempio, che teneva rinchiuso il malvagio Uka Uka, gemello di Aku Aku e maestro grigio di Cortex. Per recuperare i cristalli e le gemme sparse in giro per lo spazio, lo spirito malvagio si rivolge al Dr. Nefarious Tropy, che crea una macchina del tempo, Il "Tornado del Tempo", per recuperare i cristalli e le gemme nelle loro epoche d'origine. Cortex manda i suoi scagnozzi a recuperare gli oggetti preziosi, ma viene ancora una volta ostacolato da Crash e Coco che riescono a sconfiggere loro ed N.Tropy, lasciando il Tornado del tempo senza il suo custode. Ancora una volta Cortex affronta Crash di persona nel centro di comando della macchina, ma viene sconfitto: in quel momento, la mancanza di manutenzione da parte dello sconfitto N.Tropy causa un malfunzionamento che fa esplodere il Tornado del tempo, facendo regredire i due scienziati a neonati e catapultandoli assieme ad Uka Uka in una sorta di prigione temporale, mentre Crash, Coco e Aku Aku si salvano tornando a casa e salvando il mondo.
Cortex è un personaggio giocabile di livello intermedio in Crash Team Racing: il suo kart è rosso ed ha le stesse caratteristiche di quello di Crash. Nell'epilogo apprendiamo che il Dr.Cortex è tornato ai suoi studi ed ha scoperto un nuovo elemento nella tavola periodica, da lui chiamato "Cortex Domina il Mondo" (Cortexrulestheworldium in lingua originale).
In Crash Bash Cortex viene convocato da Uka Uka per prendere parte al torneo tra forze del bene e del male. Partecipa in squadra con N.Brio, Koala Kong e Rilla Roo.
In Crash Bandicoot: L'ira di Cortex, messo sotto pressione da Uka Uka durante un meeting-rimprovero con i suoi scagnozzi, Cortex rivela di aver lavorato in segreto su una nuova arma: Crunch, un bandicoot geneticamente avanzato a cui però manca una fonte di energia; per risolvere il problema, Uka Uka libera un gruppo di antiche maschere, gli Elementali, e li affianca a Crunch. Tuttavia anche questo bandicoot è in realtà vittima del controllo mentale, e comincia a ribellarsi durante lo scontro finale con Crash: furioso per l'ennesimo fallimento, Uka Uka cerca di colpire Cortex con una sfera di energia ma colpisce invece un punto vitale della nuova base spaziale, causandone un sovraccarico di energia e la conseguente distruzione. I due si salvano ma si ritrovano isolati in Antartide su un iceberg vagante.
In Crash Bandicoot XS, Cortex escogita un nuovo piano e a bordo della sua nuova stazione spaziale, restringe il pianeta Terra a dimensioni microscopiche. Ancora una volta Crash riesce a raccogliere i cristalli e a fermarlo, causando un malfunzionamento del suo macchinario che fonde Cortex con Tiny, Dingodile e N. Gin diventando un'enorme e mostruosa creatura (comunemente detta Mega-mix): tuttavia gli effetti si rivelano temporanei e dopo l'esplosione della stazione, Cortex e i suoi scagnozzi si ritrovano esiliati nello spazio, dentro ad un guscio di salvataggio.
Cortex appare poi come personaggio giocabile nella modalità multiplayer di Crash Bandicoot 2: N-Tranced. Dato che è congelato assieme a Uka Uka dopo gli eventi de l'ira di Cortex, non è presente nella storia.
In Crash Nitro Kart, Cortex è uno dei personaggi principali: assieme a N.Gin e Tiny viene rapito e costretto a gareggiare dall'Imperatore Velo XXVII, che minaccia di distruggere la Terra. Dopo la sconfitta di quest'ultimo, Cortex si ritrova bloccato sul mondo alieno di Terranea assieme ai suoi compagni. Inoltre, dopo l'incontro con Norm, afferma di odiare i pagliacci, probabilmente dovuto alle sue origini già citate in precedenza.
Nel crossover Crash Bandicoot Fusion, Cortex forma un'alleanza con il malvagio mago Ripto con lo scopo di eliminare i loro nemici comuni, ma anche questo piano si rivela un fallimento.
In Crash Twinsanity, dopo essersi liberato dal ghiaccio dopo gli eventi di L'ira di Cortex, Cortex attira Crash con l'inganno ad una speciale "festa di compleanno" dove, accompagnato da molti dei suoi scagnozzi, cerca ancora una volta di distruggere il bandicoot: fallisce nuovamente, e dopo una rissa attraverso le caverne vengono intercettati dai Gemelli Cattivi, due esseri provenienti dalla 10ª dimensione che dichiarano di voler conquistare il loro mondo e di volersi vendicare di Cortex, per motivi a lui sconosciuti. Cortex si vede costretto ad allearsi con Crash: i due intendono utilizzare lo Psychetron, un macchinario per il trasporto dimensionale, per raggiungere la 10° dimensione e sconfiggere i gemelli prima del loro attacco. Il piano ha però vari imprevisti: prima la mancanza di cristalli per alimentare la macchina, poi l'intromissione di Coco che causa un malfunzionamento ed una conseguente deviazione all'accademia del male per recuperare Nina Cortex, giovane nipote del Dr. Cortex ed unica persona in grado di riparare la macchina. Durante il viaggio di ritorno Cortex ha un flashback e si ricorda dove ha conosciuto i gemelli: quando era bambino i due erano i suoi pappagalli Victor e Moritz, le prime cavie di un esperimento con un prototipo dell'evolvo-raggio; l'esperimento fallì e li spedì in un'altra dimensione, dove vennero mutati dalle condizioni ambientali anomale. Arrivati nella decima dimensione, Cortex assiste al rapimento della nipote ad opera del Crash Cattivo, per poi venire inseguito a sua volta; assieme a Crash e Nina si intrufola nella roccaforte di Victor e Moritz, e tutti e tre li affrontano e li sconfiggono. Tornato al suo laboratorio cercherà di eliminare Crash spedendolo in qualche dimensione sconosciuta con lo Psychetron: purtroppo la macchina si guasta definitivamente, e Cortex viene miniaturizzato e teletrasportato nel cervello di Crash, dove si trova circondato da centinaia di copie del bandicoot che eseguono il classico ballo di Crash che si mette a gridare disperatamente.
In Crash Tag Team Racing, durante un inseguimento ai bandicoot assieme a Nina e N.Gin, i tre finiscono per caso nel parco "Motor World" di Von Clutch dove vengono tutti reclutati come piloti. N.Gin suggerisce a Cortex di impossessarsi del parco ed usarlo come copertura per le loro operazioni, ma il piano fallisce e vengono nuovamente sconfitti.
Appare come personaggio giocabile in Crash Boom Bang!.
In Crash of the Titans, escogitato l'ennesimo piano, Cortex rapisce Coco con l'intento di costringerla a costruire per lui lo Sterminatore, un gigantesco robot da guerra, ma Uka Uka (stufo dei suoi continui fallimenti) decide di soppiantarlo con la nipote Nina. Cortex resta imprigionato fino alla fine del gioco, dove salva la nipote rivelandosi fiero della sua perfidia, ma allo stesso tempo adirato per il suo tradimento.
In Crash: Il dominio sui mutanti Cortex si ricongiunge a Nitrus Brio assieme alla quale crea l'N.V., un dispositivo che trasforma chiunque lo indossi in una bestia feroce: Cortex intravede il potenziale di questo congegno e comincia a produrlo in massa. Dopo aver pubblicizzato tale congegno alla TV travestendosi, ne fa recapitare alcuni ai bandicoot con lo scopo di renderli malvagi; in seguito imprigiona Uka Uka con lo scopo di usare la sua aura magica per alimentare gli N.V. Dopo la sconfitta di Nitrus Brio, Cortex viene raggiunto da Crash a bordo della sua nuova stazione spaziale dove i due decidono di combattere da uomo a bandicoot mutante: tuttavia Cortex bara, assumendo una dose del mutagene di N.Brio e tramutandosi in una versione molto più grande e possente di sé stesso; viene sconfitto ancora una volta, e tramite una navicella di salvataggio riesce a fuggire prima che la stazione si schianti al suolo.
Ricompare come personaggio giocabile in Crash Bandicoot Nitro Kart 2.
Dopo sei anni dall'ultima apparizione, Cortex appare in Skylanders: Imaginators come personaggio nel "Thumpin' Wumpa Islands Adventure Pack". Mettendo in atto un piano che progettava da 20 anni, Cortex vuole creare un esercito di scagnozzi inarrestabili usando il suo sincronizzatore cerebrale: tuttavia un malfunzionamento causato da Finto Crash causa un'esplosione che scaraventa Cortex dall'altra parte dell'isola. Ancora una volta deve allearsi con Crash per evitare che Finto Crash, usando il macchinario di Cortex, distrugga l'isola Wumpa.
Nel 2017 torna nella trilogia Full-HD dei primi tre capitoli, Crash Bandicoot: N. Sane Trilogy.
Cortex ritorna come un personaggio giocabile in Crash Team Racing Nitro-Fueled e nel nuovo capitolo Crash Bandicoot 4: It's About Time.